# Triton Hopper
Triton Hopper — нереализованная миссия NASA для изучения Тритона, самого большого спутника Нептуна, с поверхности. Идея заключается в том, чтобы собрать азотный лёд на поверхности спутника и использовать его в качестве топлива, а позже совершить несколько небольших полётов для того, чтобы изучать несколько мест. Концепция перешла на этап I в 2015 году, а позже в 2018 году перешла на этап II, чтобы усовершенствовать их проекты и изучить аспекты внедрения новых технологий.

## История
Тритон — самый больший спутник Нептуна. В 1989 году Вояджер-2 пролетел мимо этого спутника на расстоянии 40 000 км и обнаружил несколько криовулканов на его поверхности. Тритон геологически активен, его поверхность относительно молодая, на ней мало ударных кратеров. Также он обладает тонкой атмосферой.
Концепция Triton Hopper была начата на этапе I в 2015 году, а в марте 2018 года она перешла на этап II, где новые технологии находятся на стадии разработки Института передовых концепций NASA.

## Обзор
Концепция Triton Hopper предлагает использовать радиоизотопный двигатель, планируется собирать азотный лёд на поверхности спутника, нагревать его и использовать в качестве топлива. Самая большая технологическая задача состоит в том, чтобы научиться добывать местный поверхностный азотный лед и нагревать его для использования в качестве топлива. По оценкам, прыжки на ракетных двигателях могут достигать 1 км в высоту и 5 км в длину.
Ракетное транспортное средство, или «бункер», имеет несколько преимуществ из-за разнообразия рельефа и гравитации всего 8 % от земной. Во время прыжков возможны перелёты между полушариями и отбор проб в атмосфере.
Находясь в полёте аппарат может фотографировать поверхность спутника. Находясь на поверхности он может фотографировать и анализировать химию и геологию поверхности. Он потенциально может пролетать через гейзеры на поверхности Тритона, чтобы проанализировать вещества, выбрасываемые из них.